# Teresia Teaiwa
Œuvres principales
Searching for Nei Nim'anoa (1995)
Terenesia (2000)
I can see Fiji: poetry and sound (2008)
Teresia Teaiwa, née le 12 août 1968 à Honolulu et morte le 21 mars 2017 à Wellington,, est une poétesse et universitaire kiribatienne et américaine. 
C'est l'une des rares auteures originaires des îles Kiribati à avoir acquis une certaine notoriété internationale.

## Biographie
Teresia K. Teaiwa est née en 1968 à Honolulu d'un père kiribatien et d'une mère afro-américaine. Elle compte également des ancêtres sur l'île de Banaba par son grand-père paternel. Elle a été élevée aux Fidji. En 1995, elle publie son premier recueil de poèmes, Searching for Nei Nim'anoa, chez Mana/South Pacific Creative Arts Society (Société pour les arts créatifs du Pacifique Sud). En 2000, après un travail avec Sia Figiel, elle publie un CD de poèmes déclamés, Terenesia: Amplified Poetry and Songs by Teresia Teaiwa and Sia Figiel.
Au terme de ses études supérieures menées dans plusieurs universités (cursus d'histoire : une année (1986-1987) à l'université d'Oxford, BA au Trinity College, Washington, DC en 1989, MA à l'université d'Hawaï à Mānoa en 1991), Teresia Teaiwa obtient en 2001 un PhD au département History of Consciousness (orienté vers les sciences sociales et les arts) à l'Université d'Oregon à Santa Cruz, avec pour sujet : « Militarisme, tourisme et les autochtones (natives) : articulations en Océanie » (« Militarism, Tourism and the Native: Articulations in Oceania »). Pendant cinq ans, elle enseigne l'histoire et les sciences politiques à l'université du Pacifique Sud à Suva, aux Fidji. Elle part ensuite s'installer en Nouvelle-Zélande où elle enseigne les Pacific studies (études des pays et des îles de l'Océan Pacifique) à l'université Victoria de Wellington. Elle est actuellement senior lecturer (correspondant à maître de conférences) et directrice de programme dans cette université.
Teresia Teaiwa a réalisé des lectures de ses poèmes dans de nombreux endroits : Santa Cruz en Californie, Suva (aux Fidji), Honolulu, Niue, Guam, Auckland et Wellington (Nouvelle-Zélande), New York. Elle lit également ses poèmes lors du 11e Festival international de poésie à Medellin, en Colombie, en 2001. Certains de ses poèmes ont été diffusés sur des radios néo-zélandaises et australiennes et sur la BBC.

### Publications académiques
- 2005 : James Liu, Tim McCreanor, Tracey McIntosh et Teresia Teaiwa (éd.), New Zealand Identities: Departures and Destinations, Wellington, Victoria University Press.

### Publications littéraires
- 1995 : Searching for Nei Nim'anoa, recueil de poèmes.
- 2000 : Terenesia: Amplified Poetry and Songs by Teresia Teaiwa and Sia Figiel, CD de poèmes en musique, en collaboration avec Sia Figiel (poétesse originaire de Samoa), édité par Elepaio Press et Hawai Dub Machine.
- 1993, 2001, avec Vilsoni Hereniko (en) : Last Virgin in Paradise : a Serious Comedy.
  - 2006 : La Dernière Vierge du paradis, ADCK-centre culturel Tjibaou, Collection Scènes d'Océanie, traduit par Sonia Lacabanne, illustré par Éric Dell'Erba  (ISBN 2-909407-40-3 et 978-2-909407-40-1)
- Deux poèmes dans la revue Development, vol.49 n°1, dans un numéro spécial sur les droits des femmes et le développement.
- Cinq poèmes dans la revue en ligne How2 (revue de poésie et de recherche publiant des femmes), dossier « Special Feature : Pacific Poetries ».
- 2006 : « Real Natives Talk about Love », texte de non-fiction romancée, dans Niu Voices : Contemporary Pacific Fiction, n°1, Wellington, Huia, p. 35–40.
- 2008 : I can see Fiji: poetry and sound, CD de poèmes en musique, en collaboration avec Des Mallon (conception sonore : Hinemoana Baker), Wellington, Fiery Canoe Productions[9].
- 2010 : Pacific Tsunami Found Poems, dans Going Down Swinging, n°30, p. 33-34.
- 2010 : « Considérations » (1. Considérations Culinaires, 2. Coups de soleil), texte traduit en français par Jean Anderson, dans Brèves : anthologie permanente de la nouvelle, n°92, « Nouvelles d'Océanie/2 », p. 25-29.